# Archidiecezja Aracaju
Archidiecezja Aracaju (łac. Archidioecesis Aracaiuensis) – archidiecezja Kościoła rzymskokatolickiego w Brazylii. Należy do metropolii Aracaju, wchodzi w skład regionu kościelnego Nordeste III. Została erygowana przez papieża Piusa X bullą Divina disponente clementia w dniu 3 stycznia 1910.
30 kwietnia 1960 papież Jan XXIII utworzył metropolię Aracaju, jednocześnie podnosząc diecezję do rangi archidiecezji.

## Główne świątynie
- Archikatedra: Archikatedra Niepokalanego Poczęcia Najświętszej Maryi Panny w Aracaju

## Biskupi diecezjalni

### Biskupi Aracaju
- José Tomas Gomes da Silva (1911–1948)
- Fernando Gomes dos Santos (1949–1957)
- José Vicente Távora (1957–1960)

### Arcybiskupi Aracaju
- José Vicente Távora (1960–1970)
- Luciano José Cabral Duarte (1971–1998)
- José Palmeira Lessa (1998–2017)
- João José da Costa OCarm. (2017–2023)
- Josafá Menezes da Silva (od 2024)